# Thomas Lord
 Thomas Lord, né le 23 novembre 1755 à Thirsk dans le Yorkshire et mort le 13 janvier 1832 à West Meon dans le Hampshire, est un joueur de cricket anglais et le fondateur de Lord's Cricket Ground, le stade qui porte son nom.

## Biographie
Thomas Lord naît le 23 novembre 1755 à Thirsk au sein d'une famille du Yorkshire. Une hypothèse sur ses origines indique que son père, ancien propriétaire d'une ferme, avait perdu ses possessions pour avoir soutenu Charles Édouard Stuart en 1745 et était revenu travailler dans ce qui avait été sa propriété. La famille déménage à Diss, dans le Norfolk, où Thomas reçoit son éducation et apprend à jouer au cricket. Il s'installe à Londres à l'âge de vingt-quatre ans environ.

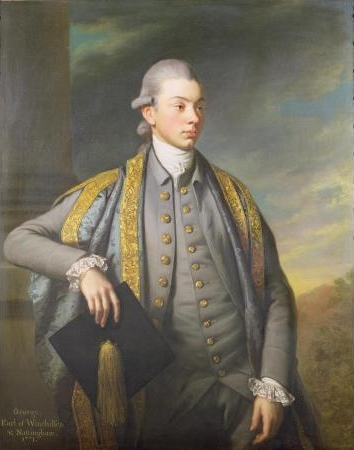
George Finch, membre du WCC, employeur de Thomas Lord.

Lord joue pour le White Conduit Club (WCC) à Islington en tant que bowler et y est également employé. Il est régulièrement chargé d'effectuer des lancers pour le comte de Winchilsea, George Finch. Il débute également dans le commerce du vin.
En 1786, George Finch et Charles Lennox, futur duc de Richmond, ne sont plus satisfait de White Conduit Fields, où joue le WCC. Ils demandent à Thomas Lord de leur ouvrir un nouveau terrain à Marylebone, alors en zone rurale. Ils lui garantissent de combler d'éventuelles pertes financières. Le premier match joué sur ce terrain se tient le 31 mai 1787, et sera à l'origine de la création du Marylebone Cricket Club (MCC), formé la même année et qui jouera ses matchs là. Le terrain, construit sur ce qui est maintenant Dorset Square, sera entouré d'une barrière et Lord fixera le droit d'admission à six pence.
Lord se marie à la veuve Amelia Smith en 1793 et leur fils unique Thomas, lui-même futur joueur de cricket, nait l'année suivante.
Le bail du terrain sur lequel est implanté la première aire de jeu établie par Lord arrive à expiration en 1810. Entre-temps, Londres s'est étendue et Dorset Fields, où il est situé, est devenu le repaire de pickpockets et de malfrats. Lord loue déjà depuis 1808 un terrain situé quelques centaines de mètres au Nord. Il y établit son nouveau terrain de cricket durant l'hiver 1810-1811. L'endroit ne plaît pas au Marylebone Cricket Club, qui n'y joue que trois matchs, en 1813.
La construction de Regent's Canal, qui passe par l'aire de jeu, oblige à un second déménagement. Il établit ce qui est l'actuel Lord's Cricket Ground, ou Lord's, en 1814 à St. John's Wood.
En 1825, Lord envisage de vendre une partie de Lord's à un promoteur immobilier. William Ward, l'un des directeurs de la Banque d'Angleterre et joueur du MCC, lui achète finalement le bail du terrain pour 5 000 £.
Sa femme décède en 1828 et Lord achète une ferme à West Meon dans le Hampshire en 1830 et s'y installe. Il y meurt le 13 janvier 1832 à l'âge de soixante-seize ans, et y est enterré.

## Statistiques
| Statistiques générales                                  |       |
|                                                         | FC    |
| Matchs joués                                            | 2     |
| Courses marquées                                        | 12    |
| Moyenne à la batte                                      | 12,00 |
| 50/100                                                  | -/-   |
| Meilleur score                                          | 10*   |
| Guichets pris                                           | 1     |
| Moyenne au lancer                                       | ?     |
| 5 g. en une manche                                      | -     |
| 10 g. en un match                                       | -     |
| Meilleure perf. lancer                                  | 1/?   |
| Catches/Stumpings                                       | -/-   |
| Mise à jour de la boîte : 1er août 2008 Actualiser aide |       |